# Orycteropus abundulafus
Orycteropus abundulafus es una especie extinta de mamífero tubulidentado de la familia Orycteropodidae, emparentado con el actual cerdo hormiguero (O. afer), si bien está más cercanamente relacionado con la especie extinta de Europa Orycteropus gaudryi. Sus fósiles fueron hallados en el norte de Chad. Vivió durante las épocas del Mioceno al Plioceno.